# Rejencja chebska

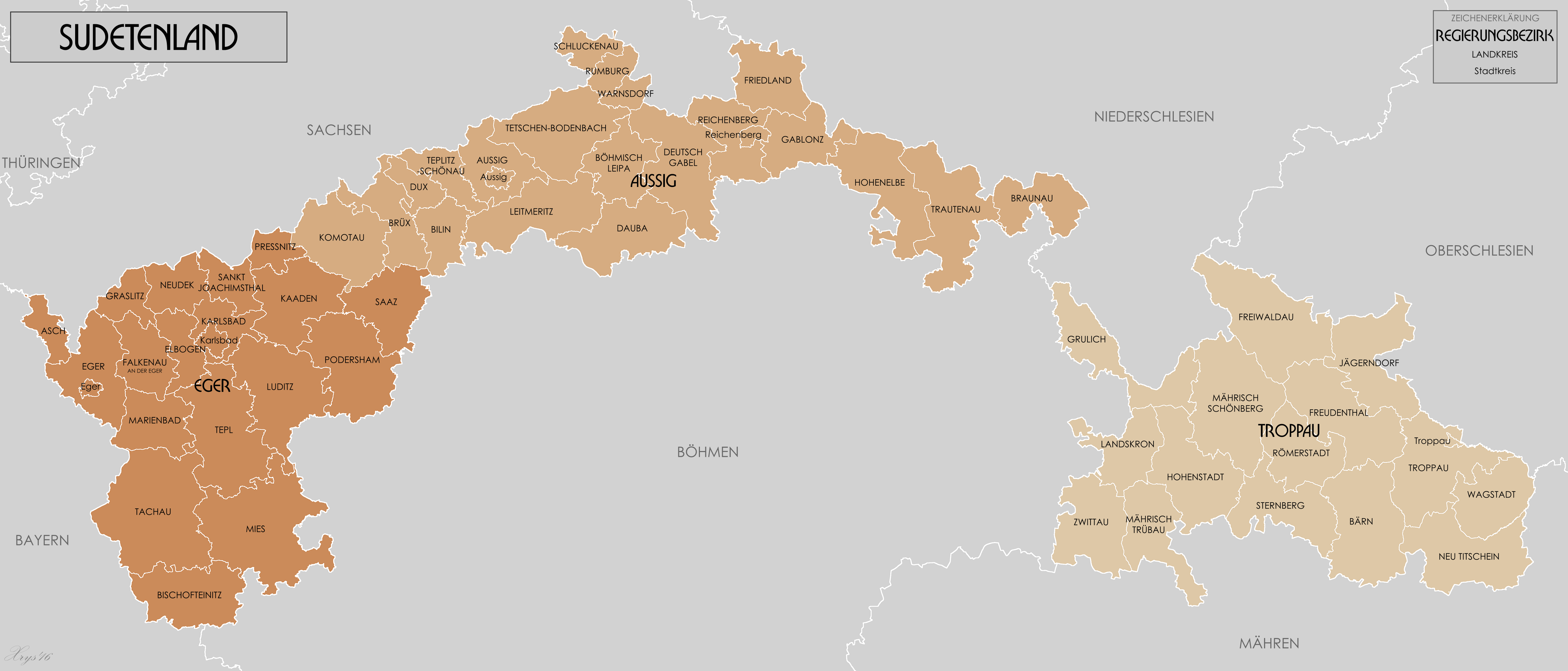
Podział administracyjny Okręgu Sudeckiego

Rejencja chebska (niem. Regierungsbezirk Eger, cz. Vládní okres Cheb; wraz z rejencją uściańską też zwana Westsudetenland, pol. Zachodni Kraj Sudetów) – niemiecka jednostka administracyjna Okręgu Rzeszy Kraj Sudetów funkcjonująca w latach 1938–1945 na terenie części Czech ze stolicą w Karlowych Warach.
- Powiaty miejskie (Stadtkreise)
  - Eger
  - Karlsbad
- Powiaty ziemskie (Landkreise)
  - Asch
  - Bischofteinitz
  - Eger
  - Elbogen
  - Falkenau an der Eger
  - Graslitz
  - Kaaden
  - Karlsbad
  - Luditz
  - Marienbad
  - Mies
  - Neudek
  - Podersam
  - Preßnitz(inne języki)
  - Saaz
  - Sankt Joachimsthal (siedziba: Karlowe Wary)
  - Tachau
  - Tepl